# Adam Creighton
Adam Creighton (* 2. Juni 1965 in Burlington, Ontario) ist ein ehemaliger kanadischer Eishockeyspieler und derzeitiger -scout. Zwischen 1983 und 1996 absolvierte der Center über 700 Spiele für die Buffalo Sabres, Chicago Blackhawks, New York Islanders, Tampa Bay Lightning und St. Louis Blues in der National Hockey League. Seine aktive Karriere ließ er bei den Augsburger Panthern in der Deutschen Eishockey Liga ausklingen. Anschließend wurde er von den Boston Bruins angestellt und ist für das Team seither als Scout tätig.

## Karriere

### Anfänge
Adam Creighton spielte in seiner Jugend ab 1981 für die Ottawa 67’s, die ihn in der Priority Selection der Ontario Hockey League (OHL) an 13. Position ausgewählt hatten. In der Saison 1982/83 erzielte er für das Team aus der kanadischen Hauptstadt 90 Scorerpunkte in 68 Spielen, sodass er im NHL Entry Draft 1983 an elfter Position von den Buffalo Sabres berücksichtigt wurde. Für die Sabres debütierte der Angreifer im Dezember gleichen Jahres in der National Hockey League (NHL), verbrachte allerdings den Großteil der Spielzeit bei den 67’s, mit denen er in der Folge sowohl die OHL-Playoffs um den J. Ross Robertson Cup als auch den folgenden Memorial Cup gewann. Bei Letzterem führte er gemeinsam mit seinem Teamkollegen Bruce Cassidy die Scorerliste an (12) und wurde infolgedessen mit der Stafford Smythe Memorial Trophy als MVP sowie mit der Berufung ins All-Star Team des Turniers ausgezeichnet.
In der Saison 1984/85 lief der Kanadier neben den Sabres und den 67’s auch für Buffalos Farmteam, die Rochester Americans, in der American Hockey League (AHL) auf. Die Spielzeit 1985/86 verbrachte er überwiegend in Rochester, bevor er sich schließlich im NHL-Aufgebot der Sabres etablierte.

### NHL und Karriereende
In seiner ersten kompletten NHL-Saison erzielte Creighton 40 Scorerpunkte für die Sabres, eine Leistung, die er in der Folge jedoch nicht bestätigen konnte. Schließlich wurde er nach über fünf Jahren in der Organisation im Dezember 1988 im Tausch für Rick Vaive an die Chicago Blackhawks abgegeben. In Chicago verbrachte er in den folgenden knapp drei Jahren seine erfolgreichste NHL-Zeit, so erreichte er mit dem Team 1989 und 1990 das Conference-Finale in den Playoffs, unterlag dort allerdings jeweils dem späteren Stanley-Cup-Sieger (Calgary bzw. Edmonton). Parallel dazu war er in der Saison 1989/90 mit 34 Treffern nach Steve Thomas zweitbester Torjäger der Blackhawks, während die zugleich erzielten 70 Scorerpunkte seinen Karriere-Bestwert darstellen sollten.
Die Blackhawks schickten Creighton im Oktober 1991 samt Steve Thomas zu den Islanders und erhielten im Gegenzug Brad Lauer und Brent Sutter. Bei den Islanders beendete der Center nur die laufende Spielzeit, bevor er im Oktober 1992 über den NHL Waiver Draft zu den Tampa Bay Lightning gelangte. Bei den Lightning, die als neu gegründetes Franchise in ihre erste NHL-Saison gingen, verbrachte er zwei ebenso sportlich unspektakuläre Jahre wie anschließend bei den St. Louis Blues, die ihn im Oktober 1994 im Tausch für Tom Tilley verpflichteten. Als Free Agent kehrte er in der Folge zu den Chicago Blackhawks zurück, die ihn allerdings nicht regelmäßig in der NHL, sondern auch bei ihrem Farmteam einsetzten, den Indianapolis Ice aus der International Hockey League.
Schließlich verließ Creighton Nordamerika nach der Saison 1996/97 und schloss sich den Augsburger Panthern aus der Deutschen Eishockey Liga an, bei denen er seine Karriere in den kommenden zwei Jahren bei unregelmäßigen Einsatzzeiten ausklingen ließ. Er beendete seine aktive Laufbahn im Jahre 1999 und hatte insgesamt 796 NHL-Spiele bestritten und dabei 428 Scorerpunkte gesammelt. Anschließend wurde er von den Boston Bruins als Scout angestellt und ist für das Team seither in dieser Funktion tätig.

### International
Auf internationaler Ebene vertrat Creighton sein Heimatland mit der U20-Nationalmannschaft bei der Junioren-Weltmeisterschaft 1985 und gewann dort mit dem Team die Goldmedaille.

## Erfolge und Auszeichnungen
- 1984 J.-Ross-Robertson-Cup-Gewinn mit den Ottawa 67’s
- 1984 Memorial-Cup-Gewinn mit den Ottawa 67’s
- 1984 Stafford Smythe Memorial Trophy
- 1984 Memorial Cup All-Star Team
- 1985 Goldmedaille bei der Junioren-Weltmeisterschaft

## Karrierestatistik

### International
Vertrat Kanada bei:
- Junioren-Weltmeisterschaft 1985

(Legende zur Spielerstatistik: Sp oder GP = absolvierte Spiele; T oder G = erzielte Tore; V oder A = erzielte Assists; Pkt oder Pts = erzielte Scorerpunkte; SM oder PIM = erhaltene Strafminuten; +/− = Plus/Minus-Bilanz; PP = erzielte Überzahltore; SH = erzielte Unterzahltore; GW = erzielte Siegtore; 1 Play-downs/Relegation; Kursiv: Statistik nicht vollständig)

## Persönliches
Sein Vater Dave Creighton war ebenfalls in der NHL aktiv und lief in über 600 Spielen für vier Teams der Original Six auf.